# Walter Camp
Walter Chauncey Camp (7 de abril de 1859 - 14 de marzo de 1925) fue un escritor deportivo y entrenador de fútbol americano conocido como el "Padre del Fútbol Americano". Junto con John Heisman, Amos Alonzo Stagg, Glenn Scobey Warner, Fielding Yost y George Halas, Walter C. Camp fue una de las personas más importantes y consumadas en la historia del fútbol americano.

## Biografía
Camp nació en New Britain, Connecticut, hijo de Leverett Camp y Ellen Sophia (Cornwell) Camp. Walter Camp era de ascendencia inglesa. Su primer antepasado inmigrante fue el colono inglés Nicholas Camp, que procedía de Nazeing, Essex, Inglaterra y llegó a la Nueva Inglaterra colonial en 1630, llegando primero a Massachusetts y trasladándose después a Connecticut ese mismo año. Walter asistió a la Hopkins Grammar School en New Haven, ingresó en Yale College en 1875 y se graduó en 1880. En Yale fue miembro de la fraternidad Delta Kappa Epsilon, la Linonian Society y Skull and Bones. Asistió a la Facultad de Medicina de Yale de 1880 a 1883, donde sus estudios se vieron interrumpidos primero por un brote de fiebre tifoidea y luego por el trabajo para la Manhattan Watch Company. Camp trabajó para la New Haven Clock Company a partir de 1883, llegando a ser presidente del consejo de administración.
El 30 de junio de 1888, Camp se casó con Alice Graham Sumner, hermana del sociólogo William Graham Sumner. Tuvieron dos hijos: Walter Camp Jr. (1891-1940), que también asistió a Yale y fue elegido miembro de Scroll and Key en 1912, y Janet Camp Troxell (1897-1987).

## Trayectoria

### como jugador
En 1873, Camp asistió a una reunión en la que representantes de las universidades de Columbia, Rutgers, Princeton y Yale crearon la Intercollegiate Football Association (IFA). Los representantes crearon la regla de que a cada equipo sólo se le permitían 15 jugadas por drive. Camp jugó como halfback en el equipo Yale Bulldogs football desde 1876 hasta 1882. Sus deportes principales fueron el béisbol y el rugby football antes de que se convirtiera en fútbol americano. El jugador de Harvard Nathaniel Curtis echó un vistazo a Camp, que entonces sólo pesaba 156 libras, y le dijo al capitán de Yale, Gene Baker, «No pretenderás dejar jugar a ese niño, ¿verdad? ... Se hará daño».

### como entrenador
Camp fue entrenador de fútbol americano en Yale desde 1888 hasta 1892. En su tiempo con Yale, el equipo ganó 67 partidos y perdió sólo 2 partidos. Luego pasó a la Universidad de Stanford, donde entrenó en diciembre de 1892 y en 1894 y 1895. El día de Navidad de 1894, Amos Alonzo Stagg y su equipo de la Universidad de Chicago Maroons derrotaron al equipo de Stanford de Camp por 24-4 en San Francisco en una temprana contienda intersemanal.

## Comité de Reglas y Escritos
Camp formó parte de los diversos comités de reglas del fútbol colegial que desarrollaron el fútbol americano desde su época de jugador en Yale hasta su muerte. Se le acreditan innovaciones como el snap-back desde el centro, el sistema de downs y el sistema de puntos, así como la introducción de las configuraciones ofensivas de jugadores (una línea ofensiva de siete hombres y un backfield de cuatro hombres consistente en un quarterback, dos halfbacks y un fullback). Camp también es responsable de la introducción del "safety", que es la otorgación de dos puntos para el equipo defensivo por taclear al acarreador del balón dentro de su propia "zona de anotación", seguida por el despeje del equipo ofensivo desde su propia yarda 20 (para cambiar la posesión del balón). Las reglas del rugby football inglés de la época exigían que un jugador tackleado, cuando la pelota estaba «bien agarrada», pusiera la pelota en el suelo inmediatamente para el scrummage. Camp propuso en la College Football de Estados Unidos de 1880 que el scrum disputado fuera reemplazado por una «línea de scrimmage» en la que el equipo con la pelota comenzaba con posesión indiscutida y cada equipo disponía de once jugadores. Este cambio creó efectivamente la evolución del juego moderno de Fútbol americano desde sus orígenes en el rugby, y se pudo ver en el primer partido de fútbol entre dos universidades americanas jugado con este formato, Harvard y Tufts el 4 de junio de 1875.
A pesar de tener un trabajo de tiempo completo en la compañía New Haven Clock y ser un asesor sin paga pero muy involucrado en el equipo del equipo colegial de Yale, Camp escribió artículos y libros acerca de varios deportes (no solo de fútbol americano). Para la época de su muerte, había escrito cerca de 30 libros y más de 250 artículos de revistas. Sus artículos aparecieron en periódicos de circulación nacional en Estados Unidos y en revistas juveniles.
También seleccionó a un equipo "All-American" de manera anual.
De acuerdo con su biografo, Richard P. Borkowski, "Camp fue fundamental al atribuir una atmósfera casi mítica de hombría y heroísmo al fútbol americano a través de escritos y discursos, algo no visto previamente en el deporte estadounidense."
Camp se convirtió en uno de los escritores estadounidenses mejor pagados fuera del género de ficción en Estados Unidos, y escribió para enseñar al público estadounidense acerca del deporte que siempre amó.
En 2011, al repasar el papel de Camp en la fundación del deporte y de la National Collegiate Athletic Association (NCAA), Taylor Branch también atribuyó a Camp la reducción del número de jugadores en un equipo de fútbol de 15 a 11 y la adición de líneas de medición al campo. Sin embargo, Branch señaló que la revelación en un artículo contemporáneo de la revista McClure's sobre «los 100.000 dólares de Camp como fondo para sobornos», junto con la preocupación por la violencia del creciente deporte, contribuyó a la intervención en el deporte del Presidente Theodore Roosevelt. La NCAA surgió de las conversaciones nacionales, pero funcionó en detrimento de Yale en relación con su rival (y alma mater de Roosevelt) la Universidad de Harvard, según Branch.

## Muerte
Camp murió de un ataque cardíaco el 14 de marzo de 1925, en la ciudad de Nueva York y está enterrado con su mujer y sus hijos en el cementerio de Grove Street, en New Haven.
El historiador del fútbol Timothy P. Brown escribió sobre Camp casi un siglo después de su muerte:
Por sus numerosas contribuciones, se le conoce con razón como el padre del fútbol americano. Pero decir que Walter Camp es el padre del fútbol americano es subestimar su influencia durante los primeros cincuenta años del deporte. Camp fue la voz del fútbol americano universitario ante la nación cuando la prensa escrita era el único medio. Fue ampliamente publicado y sindicado. Fue una autoridad en el fútbol americano como jugador pionero, entrenador y creador de reglas. Era Knute Rockne , Grantland Rice , Bud Wilkinson , Vince Lombardi , Paul Zimmerman y Bill Belichick, todo en uno. Su pensamiento e influencia en el fútbol americano, para bien o para mal, son innegables.